# Tuinschallebijter
De tuinschallebijter (ook wel tuinschalebijter, tuinloopkever, gewone veldloopkever of woudloopkever) (Carabus nemoralis) is een kever uit de familie Carabidae, en een echt roofdier. De wetenschappelijke naam van de soort werd in 1764 gepubliceerd door Otto Frederik Müller.

## Kenmerken
De kever heeft een vrij groot lichaam en een zwarte kleur met een wat violette glans op de randen van het borststuk en de dekschilden. De dekschilden zijn in de lengterichting gekorreld zonder duidelijke doorlopende ribben, met op ieder dekschild drie rijen ondiepe stippen. De antennes zijn zwart en na het vierde lid fijn behaard. De poten zijn groot en lang. Prooidieren als slakken, regenwormen en insectenlarven worden in stukjes geknipt en opgegeten. De maximale lengte is ongeveer 30 millimeter; het afgebeelde exemplaar is ongeveer 25 mm.

## Verspreiding
De soort komt voor in het Nearctisch en Palearctisch gebied. In Nederland en België is deze soort nog algemeen, hoewel plaatselijk zeldzaam.
De kever kan worden aangetroffen in bossen en parken maar ook in tuinen. De tuinschallebijter is 's nachts actief en schuilt overdag onder stenen en houtblokken. Ook de larve is een roofdier maar is veel langzamer en wacht de prooi af. De imago is een zeer snelle renner. De vleugels zijn bij deze soort altijd slechts rudimentair aanwezig, en hij kan daar niet mee vliegen.